# Retrospective (album)
Retrospective är ett samlingsalbum av death metal-bandet Malevolent Creation utgivet 2004 av skivbolaget Crash Music, Inc.. Samlingsalbumet innehåller låtar från studioalbumen Eternal (1995), In Cold Blood (1997), The Fine Art of Murder (1998), Envenomed (2000) och The Will to Kill (2002).

## Låtlista
1. "Blood Brothers" – 4:06
2. "Living in Fear" – 3:10
3. "Alliance or War" – 3:54
4. "In Cold Blood" – 5:36
5. "Vision of Malice" – 3:43
6. "Preyed Upon" – 5:03
7. "To Die Is at Hand" – 3:39
8. "Manic Demise" – 3:04
9. "The Fine Art of Murder" – 5:54
10. "Homicidal Rant" – 3:30
11. "Kill Zone" – 3:56
12. "Halved" – 4:08
13. "Confirmed Kill" – 1:58
14. "The Will to Kill" – 4:00
15. "All That Remains" – 3:57
16. "Rebirth of Terror" – 3:36
17. "Divide and Conquer" – 4:58